# Mahutia rougemonti
Mahutia rougemonti es una especie de insecto coleóptero de la familia Chrysomelidae.
Fue descrita científicamente en 1980 por Silfverberg.